# Xenopsylla gratiosa
Xenopsylla gratiosa es una especie de pulga del género Xenopsylla, familia Pulicidae. Fue descrito por primera vez en 1923 por Rothschild.